# VST
VST (Virtual Studio Technology, Виртуална Студийна Технология) е стандарт, въведен от Steinberg, който позволява едни и същи виртуални музикални инструменти или звукови ефекти да се използват в редица аудио програми, поддържащи технологията.

## Плъгини
Ефектите и инструментите представляват обикновени DLL файлове (при Windows), които се зареждат в хост-програмата като плъгини независимо един от друг.

## Хостове
Много от най-популярните програми за създаване на музика поддържат тази технология.